# Reunije
Reunije (fr. réunions) so priključitve ozemelj Svetega rimskega cesarstva in Španske Nizozemske Franciji, ki jih je francoski kralj Ludvik XIV. nasilno izvedel v letih 1679-81.
Na osnovi spornih in prirejenih pravnih osnov je Ludvik XIV. za Francijo zahteval ozemlja, ki so bila fevdno kakorkoli povezana z ozemlji, ki jih je Francija dobila z mirovnimi sporazumi v Chambordu (1552), Münstru (1648), Aachnu (1668) in Nijmegnu (1679).
Od leta 1679 so bili, verjetno na pobudo francoskega zunanjega ministra Colberta (Charles Colbert, marquis de Croissy, *1626, †1696), ustanovljeni posebni zbori v cesarskih mestih Besançon, Breisach, Metz in Tournai. Na osnovi starih pogodb, največ vezanih na nekdanje fevdalne odnose, so dokazovali zgodovinsko pripadnost nekaterih ozemelj območjem, ki so bila že pod francosko oblastjo, in zahtevali njihovo priključitev Franciji.
Francija je francosko-nizozemsko vojno (1672-78) končala z ugodnimi mirovnimi pogodbami v Nijmegnu in Saint-Germainu. Za Ludvika XIV. je bilo zlasti pomembno, da je pridobil za zaveznika brandenburškega Velikega kneza. Na svoji strani je imel Bavarsko in Saško in po diplomatskih zvezah je vedel, da Turki proti cesarstvu pripravljajo novo vojno. Tako je lahko dokaj brez skrbi izpeljal t. i. "ponovne priključitve" (réunions); z vojsko je zasedel ozemlja in jih priključil Franciji.
Na ta način so bili Franciji priključeni Alzacija, deli Renskega palatinata, gospostva, mesta in trgi ob rekah Nahe, Mozela, Ren in Meuse ter deli Luksemburga. Končno je bilo 30. septembra 1681 priključeno (brez fiktivnega pravnega konstrukta) Franciji še cesarsko mesto Strasbourg.
Leta 1684, med "regensburškim premirjem", je bila večina reunij (kljub poskusom laxenburške alianse iz leta 1682, da se priključitvam upre) provizorično priznana. Šele francoska zasedba Renskega palatinata leta 1688 je prepričala cesarja Leopolda I., da je poklical vojsko s turške fronte na Balkanu in se skupaj z državami velike alianse uprl početju Ludvika XIV. Z mirom v Rijswijku (1697), ob koncu devetletne vojne, je moral Ludvik XIV. vrniti vsa ozemlja, ki jih je neopravičeno priključil Franciji, razen Alzacije s Strasbourgom, ki je ostala pod francosko oblastjo.